# Зміїна олія (маркетинг)

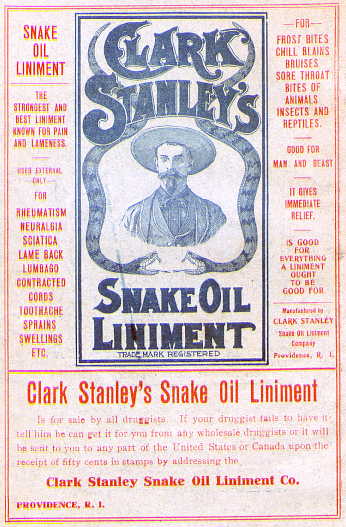
«Зміїна олія »

Зміїна олія — термін, що використовується для опису оманливого маркетингу або шахрайства у галузі охорони здоров'я. Аналогічно, «продавець зміїної олії» — це загальний ярлик, який використовується для опису того, хто продає, просуває або взагалі є прихильником якогось неефективного або шахрайського лікування, засобу або рішення. Термін походить від «зміїної олії», яку колись продавали як панацею від багатьох фізіологічних проблем. Багато європейських підприємців XVIII століття і підприємців США XIX століття рекламували й продавали мінеральну оливу (часто змішану з різними активними та допоміжними домашніми травами, спеціями, наркотиками та сполуками, але не містила жодних речовин зміїного походження) як «рідку мазь зі зміїної олії», заявляючи про її ефективність як панацеї. Патентовані ліки, що позиціювалися як панацея, були надзвичайно поширені з XVIII до XX століття, особливо серед продавців, які маскували наркотики, що викликають звикання, такі як кокаїн, амфетамін, алкоголь та еліксири на основі опіуму, щоб продавати їх на медичних шоу бродячих лікарів під виглядом ліків або продуктів, що зміцнюють здоров'я.

## Розвінчання панацеї
Лінімент зі зміїної олії Кларка Стенлі, вироблений Кларком Стенлі, «Королем гримучих змій», був протестований Бюро хімії уряду США, попередником Управління з продовольства і медикаментів (FDA) у 1916 р.. Було виявлено, що він містить: мінеральну оливу, 1 % жирної олії (припускають, що це був лій), капсаїцин з перцю чилі, скипидар і камфору.
У 1916 році, після прийняття у Закону про чисті харчові продукти та ліки (1906), лінімент «Зміїна олія» Кларка Стенлі був перевірений Бюро хімії, і було встановлено, що продукт має обмежену цінність та значно завищену ціну. Як наслідок, Стенлі був притягнутий до федеральної відповідальності за шахрайську торгівлю мінеральною оливою під виглядом зміїної олії. На цивільному слуханні 1916 року, ініційованому федеральними прокурорами в Окружному суді штату Род-Айленд, Стенлі заявив, що не заперечує звинувачень проти нього, але не визнає своєї провини. Його заява була прийнята, і в результаті він був оштрафований на 20$ (близько 560$ у 2023 році).
Відтоді термін «зміїна олія» закріпився в масовій культурі як позначення будь-якого неефективного зілля, що продається як ліки, і був поширений для опису широкого спектра шахрайських товарів, послуг, ідей та видів діяльності, таких як пуста риторика в політиці. Крім того, в англійській мові словосполучення «продавець зміїної олії» зазвичай використовується для позначення шарлатана, торгаша або шахрая.